# 科洛缅斯科耶站
科洛缅斯科耶站（羅馬化：Kolomenskaya）是莫斯科地鐵的一個車站。科洛姆納站開通於1969年8月11日，是莫斯科河畔線的車站，裝飾風格以灰色大理石為主。車站名稱取自於附近的科洛姆納博物館公園。